# Vuelta Mexico
La Vuelta Mexico è una corsa a tappe maschile di ciclismo su strada che si svolge annualmente in Messico. Dal 2008 è inserita nel calendario dell'UCI America Tour come gara di classe 2.2.

## Albo d'oro
Aggiornato all'edizione 2015.
| Anno | Vincitore           | Secondo               | Terzo                 |
| ---- | ------------------- | --------------------- | --------------------- |
| 2008 | Glen Chadwick       | Arquimedes Lam Zamora | Ivan Fanelli          |
| 2009 | Jackson Rodríguez   | Carlos López González | David Vitoria         |
| 2010 | Óscar Sevilla       | Daniel Rincón         | Gregorio Ladino       |
| 2011 | non disputata       | non disputata         | non disputata         |
| 2012 | Óscar Sevilla       | Julian Rodas          | Daniel Jaramillo      |
| 2013 | non disputata       | non disputata         | non disputata         |
| 2014 | Juan Pablo Villegas | Maxat Ayazbayev       | Víctor García Estévez |
| 2015 | Francisco Colorado  | Óscar Sevilla         | Oscar Mauricio Pachón |